# Grand Slam Tennis
Grand Slam Tennis är ett tennisspel och wii-spel från 2009 från EA Sports. Här kan man spela de fyra största turneringarna: Roland Garros, Wimbledon, Australian Open samt US Open. Spelets musik är komponerad av DJ Trance Meiser Paul van Dyk. Spelet fick senare uppföljaren Grand Slam Tennis 2 som släpptes 2012 exklusivt till Playstation 3 och Xbox 360.

## Spelarna
- Björn Borg
- John McEnroe
- Roger Federer
- Rafael Nadal
- Lleyton Hewitt
- Boris Becker
- Stefan Edberg
- Ana Ivanovic
- Venus Williams
- Serena Williams
- Jo-Wilfried Tsonga
- Michael Stich
- Maria Sharapova
- Andy Murray
- Justine Henin
- Chris Evert
- Novak Djokovic
- Lindsay Davenport
- Pat Cash
- Pete Sampres
- Andy Roddick
- Kei Nishikori
- Martina Navratilova